# Iglesia de los Santos Niños Justo y Pastor (Tielmes)
La iglesia de los Santos Niños Justo y Pastor es un inmueble de la localidad española de Tielmes, en la provincia de Madrid.

## Descripción
El edificio se encuentra en la localidad española de Tielmes, en la provincia de Madrid. Se menciona como iglesia parroquial del lugar en el segundo volumen de la Historia de Madrid y de los pueblos de su provincia (1921) de Juan Ortega Rubio, donde aparece descrita con las siguientes palabras:

Acerca de la iglesia parroquial de los Santos Justo y Pastor, en carta que nos escribió D. Félix de Haro, maestro de instrucción primaria (22 febrero 1897), acompañaba una nota escrita por el señor cura que a la letra dice así: «La iglesia parroquial se dió principio en el año 1637, siendo arzobispo de Toledo el excelentísimo señor cardenal D. Fernando, en terreno de la propiedad del señor D. Julio César Escazuola, señor de dicha villa de Tielmes, el cual, no sólo donó el terreno que ocupa, sino que a sus expensas se fabricó la capilla mayor y adelantó los caudales necesarios para el resto de la iglesia, con auxilio también del Ayuntamiento y prestación personal del pueblo. Habiendo sido suspendidas las obras por falta de recursos, en un largo período de tiempo, la señora doña María Josefa Guzmán de Villoria Pacheco, condesa viuda de Pernía, señora de esta villa, en unión del Ayuntamiento y pueblo, solicitaron del excelentísimo señor arzobispo de Toledo, la terminación de las obras, las cuales fueron concluídas en 1787, ordenando, que, precedida la bendición, se hiciese el traslado y dedicación de la nueva iglesia en la Pascua de Pentecostés. Con este motivo la condesa de Pernía solicitó el patronato de la capilla mayor; petición que fué concedida por el arzobispo de Toledo, en consideración a los piadosos sentimientos de la mencionada señora y por los donativos pecuniarios que ella y sus antecesores dieron para la fábrica del templo. El patronato llevaba consigo la obligación de conservar y reparar lo que fuera necesario en la capilla; en cambio, dicha señora y sus descendientes podían disponer que sus cuerpos se enterrasen en la bóveda de la misma capilla, en los oficios divinos tenían derecho a colocar su sitial al lado del Evangelio y delante del banco de la justicia, y por último, el escudo de armas de su condado lo podían poner en los cuatro ángulos de la media naranja de la iglesia».
(Ortega Rubio, 1921, pp. 132-133)